# Na Hối
Na Hối là một xã thuộc huyện Bắc Hà, tỉnh Lào Cai, Việt Nam.
Xã Na Hối có diện tích 23,11 km², dân số năm 1999 là 3.443 người, mật độ dân số đạt 149 người/km².